# Севернобирманско-Западноюннанска операция
Севернобирманско-Западноюннанската операция (на китайски: 滇西缅北战役) е името на китайско-съюзническа офанзива от Бирманската кампания през 1943 – 1945 г.
Това е една от мащабните битки във Втората китайско-японска война, проведена в граничната зона между провинция Юннан, Китай и северен Мианмар. Започва в началото на декември 1943 г. Целта на битката е да се отвори пътя между Китай-Индия. В края на март 1945 г. китайските експедиционни сили, британската армия и мародерите на Мерил обединяват силите си в Муза, Мианмар, а японската армия губи контрола над Северен Мианмар.
Съюзническите сили се състоят от войските на Китай, САЩ и Обединеното кралство. Сред тях китайските участващи сили включват китайската армия в Индия и китайските експедиционни сили. Главен командир на кампанията е генерал Уей Лихуан от Китайската национална армия, а заместник-командир на кампанията е генерал Джоузеф Стилвел от американската армия. Основната сила на японската армия е японският бирмански фронт. Първоначално командир на японските войски е Масагава Кавабе, след това Котаро Кимура, по-късно Шиничи Танака и други. Съюзническите войски наброяват около 400 000 войника, а тези на Япония около 150 000.
Севернобирманско-Западноюннанската операция продължава година и половина. Жертвите наброяват 31 443 убити и 35 948 ранени. Съюзниците убиват над 25 000 японски войници, отворят международната транспортна линия на Югозападен Китай – Бирманския път и възстановяват контрола над всички изгубени земи на западния бряг на река Салуин в западен Юнан.